# Robert Geroch
Robert Geroch (Akron, Ohio, 1 de junho de 1942) é um físico teórico norte-americano e professor da Universidade de Chicago. Trabalhou proeminentemente em relatividade geral e física matemática e promoveu o uso da teoria das categorias em matemática e física. Foi orientador de doutorado de Abhay Ashtekar e Gary Horowitz. Também provou ser um importante teorema da geometria spin.